# Mai Nakamura
Mai Nakamura (Japón, 16 de julio de 1979) es una nadadora japonesa retirada especializada en pruebas de estilo espalda, donde consiguió ser subcampeona olímpica en 2000 en los 100 metros.

## Carrera deportiva
En los Juegos Olímpicos de Sídney 2000 ganó la medalla de bronce en los relevos de 4x100 metros estilos (nadando el largo de espalda), con un tiempo de 4:04.16 segundos que fue récord de Japón, tras Estados Unidos (oro) y Australia (plata); asimismo ganó la plata en los 100 metros espalda, con un tiempo de 1:00.55 segundos que fue récord nacional japonés, tras la rumana Diana Mocanu y por delante de la española Nina Zhivanevskaya.